# John F. Collin
John Francis Collin (* 30. April 1802 in Hillsdale, New York; † 16. September 1889 ebenda) war ein US-amerikanischer Politiker. Zwischen 1845 und 1847 vertrat er den Bundesstaat New York im US-Repräsentantenhaus.

## Werdegang
John Francis Collin wurde Anfang des 19. Jahrhunderts in Hillsdale geboren und wuchs dort auf. In dieser Zeit besuchte er Gemeinschaftsschulen und die Lenox Academy in Massachusetts. Danach war er in der Landwirtschaft tätig. 1834 saß er in der New York State Assembly. Er war Town Supervisor von Hillsdale. Politisch gehörte er der Demokratischen Partei an.
Bei den Kongresswahlen des Jahres 1844 für den 29. Kongress wurde er im elften Wahlbezirk von New York in das US-Repräsentantenhaus in Washington, D.C. gewählt, wo er am 4. März 1845 die Nachfolge von Zadock Pratt antrat. Er schied nach dem 3. März 1847 aus dem Kongress aus. Als Kongressabgeordneter hatte er den Vorsitz über das Committee on Expenditures im Marineministerium.
Nach seiner Kongresszeit war er wieder in der Landwirtschaft tätig. Er verstarb am 16. September 1889 in Hillsdale und wurde dann dort auf dem Hillsdale Rural Cemetery beigesetzt.